# Daejeon
Daejeon (kor. 대전) – miasto na prawach metropolii (gwangyeoksi) w środkowej części Korei Południowej, w regionie Hoseo (dawna prowincja Chungcheong), u podnóża gór Noriong, w dolinie rzeki Kum, piąte co do wielkości miasto Republiki Korei. Położone 167 km od Seulu, 294 km od Pusanu oraz 169 km od Gwangju.

## Historia
Szybki rozwój od początków XX w. Silnie zniszczone w czasie wojny koreańskiej 1950-1953. Podczas tej wojny, po ewakuacji prezydenta i rządu z Seulu Daejeon stanowił tymczasową stolicę Republiki Korei. W dniach 7–20 lipca 1950 rozegrała się tu bitwa, w której klęskę poniosły połączone wojska Stanów Zjednoczonych i Korei Południowej, zaś ich dowódca gen. Dean (dowódca amerykańskiej 24. Dywizji Piechoty) dostał się do niewoli. Według niepotwierdzonych danych północnokoreańskich (The Pyongyang Times z dn. 23 lipca 1983, s. 2 – inne publikacje podają wyższą liczbę) zginęło, zostało rannych, zaginęło i dostało się do niewoli 17,5 tys. żołnierzy ONZ (Amerykanie i Południowokoreańczycy, armia Korei Południowej na prośbę Li Syng Mana została włączona przez Mac Arthura do sił ONZ z dnia 15 lipca 1950).

## Gospodarka
Ośrodek handlowy regionu rolniczego (uprawa głównie ryżu, jęczmienia, soi). Przemysł maszynowy, włókienniczy, skórzany, ceramiczny, papierniczy, spożywczy. Węzeł komunikacyjny kolejowy i drogowy. 2 uniwersytety. Miejsce wystawy światowej Expo 1993.

## Podział administracyjny
Daejeon podzielone jest na 5 dzielnic (kor. gu).
| Nazwa      | Hangul | Hancha |
| Daedeok-gu | 대덕구 | 大德區 |
| Dong-gu    | 동구   | 東區   |
| Jung-gu    | 중구   | 中區   |
| Seo-gu     | 서구   | 西區   |
| Yuseong-gu | 유성구 | 儒城區 |

## Sport
Największym i najbardziej znanym obiektem sportowym w mieście jest stadion Purple Arena. Wybudowano go w latach 1998–2001, z myślą w Mistrzostwach Świata 2002. Na co dzień występuje tu klub Daejeon Citizen, a w 2002 rozegrano na nim 3 spotkania koreańsko-japońskiego mundialu: dwa mecze fazy grupowej (w tym Polska – Stany Zjednoczone 3:1) i jeden pojedynek 1/8 finału. Największą halą sportową w Daejeon jest Chungmu Arena. Otwarty w 1998 tutejszy ośrodek Samsunga był bazą pobytową reprezentacji Polski podczas piłkarskich Mistrzostw Świata 2002.

## Miasta partnerskie
- Japonia: Oda (1987)
- Stany Zjednoczone: Seattle (1989)
- Węgry: Budapeszt (1994)
- Chińska Republika Ludowa: Nankin (1994)
- Kanada: Calgary (1996)
- Meksyk: Guadalajara (1997)
- Szwecja[2]: gmina Uppsala (1999)
- Rosja: Nowosybirsk (2001)
- Australia: Brisbane (2002)
- Wietnam: Prowincja Bình Dương (2005)
- Japonia: Sapporo (2010)